# Múrti

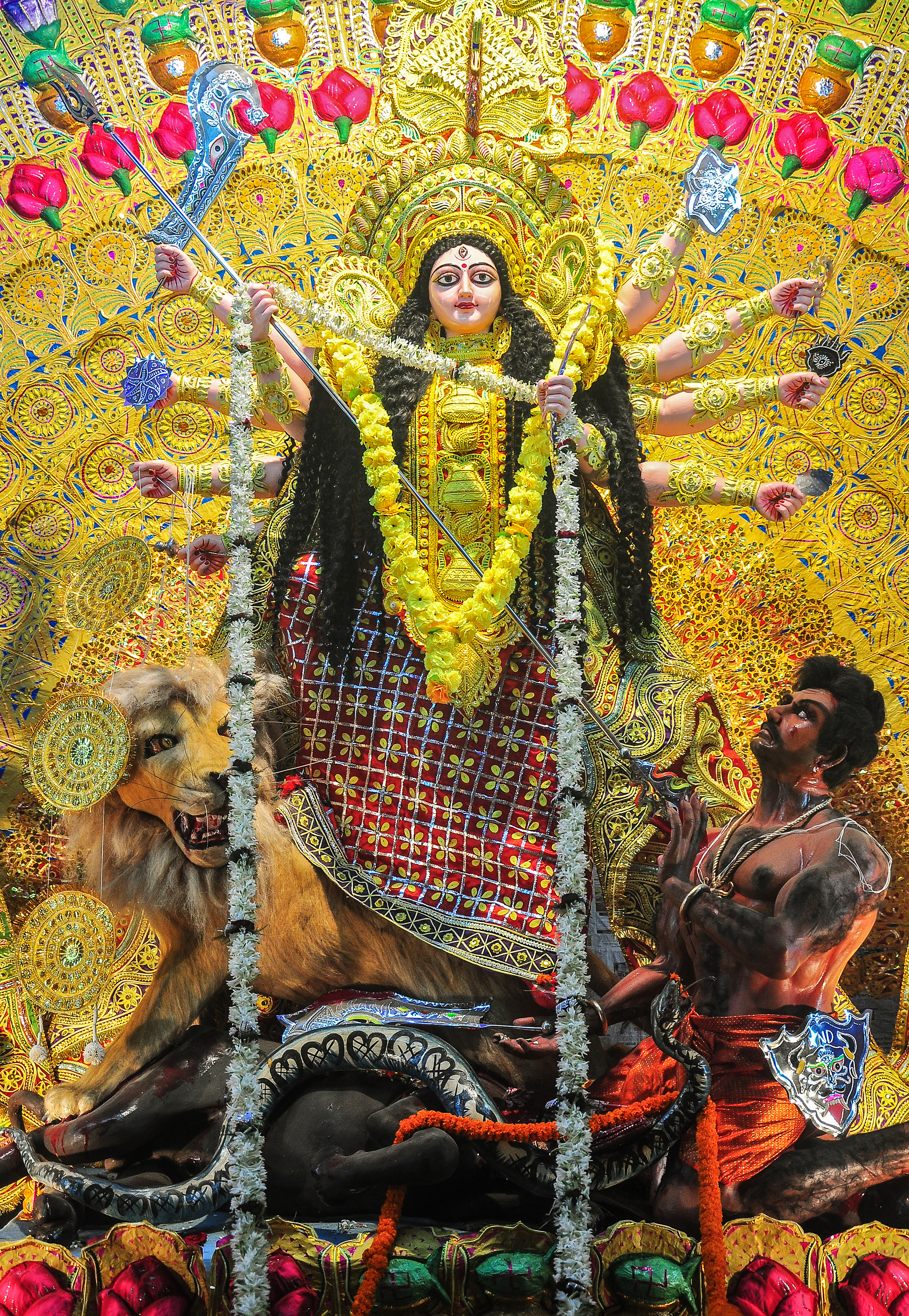
Durgá múrtija egy templomban

A múrti (szanszkrit: मूर्ति, IAST: Mūrti) az istenség megtestesülése egy tárgyban, amely lehet kép vagy szobor.
A hinduizmus úgy gondolja, hogy Istennek egyaránt van transzcendentális és immanens aspektusa. Ez azt jelenti, hogy az Úr egyfelől saját lelki hajlékán él (transzcendencia), másfelől jelen van minden élőlény szívében (immanencia). Isten immanenciájának egy másik vetülete a múrti-formája. Isten ez alapján nemcsak inkarnációkban jelenik meg, hanem képmásaikban is. A vaisnavizmus az Úr „ikon-inkarnációjának” tekinti a múrtit.
A védikus irodalom megkülönbözteti a múrtit a bálványtól. Ahogyan az „ikon” szó a „hasonlóság” jelentéstartalmát hordozza, úgy a szanszkrit praktikriti és pratimá szavak is a képmás „hasonlóságát” fejezi ki az általa szimbolizált Istennel. Ám ezeket a képmásokat a szanszkrit sokkal inkább a múrti szóval jelöli, ami azt jelenti: »bármi, aminek határozott formája és kiterjedése van«, »forma, test, alak«, »megtestesülés, inkarnáció, megnyilvánulás«. Vagyis a múrti több, mint hasonlóság, maga a formát öltött istenség. Abból, ahogyan a Bhagavad-gíta és az Upanisadok használják a múrti szót, kitűnik, hogy a forma maga a lényeg.

## Múrti-imádat
Az Úr képmás-inkarnációja az istenség „alászállása”, amikor az Úr emberi gondoskodásra bízza magát. A múrti isteni vendég, akit ennek megfelelő fogadtatásban kell részesíteni. Ezért az imádat során a hívők füstölőt, virágot, lámpást, himnuszokat, és ételt ajánlanak a múrtinak.
A vaisnava imádat értelemszerűen nem az az alkalom, amikor a hívő jógi módjára visszavonja az érzékeit, hanem az az alkalom, amikor éppenséggel felébreszti és az istenségre irányítja azokat. Amikor a hívő belép a templomba, az ajtó melletti csengővel vagy haranggal jelzi érkezését. Az érzékek energiáját tehát Isten megértésére fordítja. Így nem csupán a látása finomodik a darsana révén, hanem a többi érzéke is Istenre irányul és így egyre élesebbé válik.
A képmás, amelyet nézni, fürdetni, díszíteni és imádni lehet, nem a hívő és az Úr között áll, mintegy begyűjtve a Legfelsőbb Úrra irányuló tiszteletet, hanem mivel maga az Úr formája, éppen a képmás könnyíti meg és mélyíti el az Isten és a hívő közötti kapcsolatot, lehetővé téve az érzelmek legszabadabb áramlását.
Másként fogalmazva: azzal, hogy Isten elfogadta, hogy múrti formájában inkarnálódjon, az emberek iránt érzett szeretetét juttatja kifejezésre. Ennek a fontos gondolatnak adott hangott Pillai Lókácsárja, a Rámanudzsa-hagyomány nagy tanítója: „Ez az Úr legnagyobb kegye. Hogy szabad létére megköti magát, és független létére függő helyzetbe hozza magát, s mindezt bhaktájának végzett szolgálata gyanánt.. Más formákban az ember az ÍÚr tulajdona. De lám mily magasztos áldozatot vállalt Ísvara (Krisna) a múrti-formájával! Hiszen itt a Mindenható a bhakta (hívő) tulajdonává válik. Végtelen véges tett, hogy még egy kisgyerek is felfoghassa, megérthesse és szerethesse Őt.”